# Maude Fealy
Maude Fealy, all'anagrafe Maude Mary Hawk, (Memphis, 4 marzo 1883 – Woodland Hills, 9 novembre 1971), è stata un'attrice statunitense.
Anche se non fu una grandissima attrice, grazie alla sua bellezza e agli splendidi capelli, fu una delle attrici più fotografate del suo tempo e il suo volto e la sua figura diventarono molto popolari attraverso una ricca produzione di cartoline e di foto da collezione.

## Biografia
Figlia d'arte (sua madre Margaret Fealy (1866-1955) era attrice, diventando in seguito insegnante di recitazione), Maude Mary Hawk nacque nel Tennessee, a Memphis, il 4 marzo 1883. Andò poi a vivere con i suoi nel Colorado quando la madre si risposò con Rafaello Cavallo, il primo direttore d'orchestra della Colorado Symphony Orchestra.

### Primi anni di carriera
A fianco della madre, a soli tre anni, Maude debuttò sul palcoscenico interpretando un piccolo angelo nella messa in scena del Faust, dove sua madre aveva il ruolo di Margherita. A cinque anni, fu Willie nel melodramma di grande impatto East Lynne, recitando, nel medesimo anno, anche in Rip Van Winkle.
Sempre con la madre, debuttò a Broadway nel 1900, a 17 anni, in una messa in scena di Quo Vadis dove lei aveva il ruolo di Eunice e la madre quello di Pomponia.

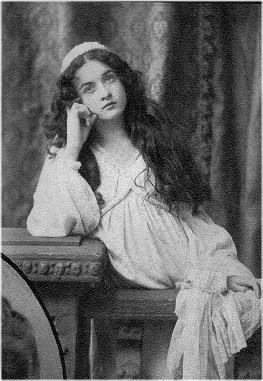
Nel ruolo di Giulietta (1898)

Dal 1901 al 1902, Maude (che aveva assunto il cognome Fealy, come quello di sua madre), si recò in tournée in Inghilterra con William Gillette, per le rappresentazioni della commedia Sherlock Holmes. Molti giornali americani e inglesi pubblicarono la notizia che i due attori si erano sposati in gran segreto, venendo subito smentiti.
Negli anni seguenti, lavorò nel Regno Unito entrando a far parte della compagnia di Sir Henry Irving. Quando tornò negli Stati Uniti, era ormai una stella. Apparve in alcuni spettacoli di Broadway, come That Man and I, scritto dalla celebre romanziera Frances Hodgson Burnett.

### Tre matrimoni
Il 15 luglio 1907, l'attrice si sposò segretamente - questa volta sul serio - con un giovane inglese, critico al Denver Republican. Quando la coppia si presentò a casa della madre di lei, Margaret accolse male quel "signor nessuno" e ugualmente poco calorosa fu l'accoglienza di suo marito, Rafaello Cavallo. I due giovani furono spinti a vivere separati e, in breve, il matrimonio naufragò.
Alla fine del 1909, Maude Fealy sposò a Washington James Peter Durkin, un attore giovane della compagnia Keith. Lo sposo, questa volta, incontrò l'approvazione di Margaret Fealy. I due, con il denaro di Maude, misero su una propria compagnia teatrale, la Fealy-Durkin, che operò a Denver e dintorni. Il matrimonio durò fino al 18 giugno 1917, quando venne emessa la sentenza di divorzio.
Il terzo e ultimo matrimonio di Maude, che venne annullato nel 1923, fu con James E. Cort.

### Carriera cinematografica
Maude Fealy fece la sua prima apparizione sullo schermo in David Copperfield un film del 1911 della Thanhouser Film Corporation, la prima versione cinematografica del romanzo di Charles Dickens. Lavorò alla Thanhouser per alcuni anni, anche non continuativamente, privilegiando sempre il palcoscenico. Dal 1917 al 1931, si ritirò completamente dal cinema. Quando riprese a girare, fu in piccoli ruoli, talvolta anche accanto alla madre. Dai tardi anni trenta alla fine del 1958, quando prese parte al suo ultimo film, I bucanieri, apparve in molti film di Cecil B. DeMille in ruoli minori o, addirittura, di comparsa.

### Ultimi anni e morte
Nel 1957, ritornò a Denver per ritirarsi, ma non passò molto tempo che ritornò sulle scene, magari solo per qualche lettura. La sua ultima apparizione su un palcoscenico risale al 1961. L'attrice morì dieci anni più tardi, il 9 novembre 1971, all'ospedale di Woodland Hills, in California, dopo essere era stata ospedalizzata al Motion Picture Country House and Hospital per arteriosclerosi. Fu sepolta all'Hollywood Forever Cemetery, accanto alla madre. Le spese furono sostenute da un lascito di DeMille (morto nel 1959).

## Galleria d'immagini

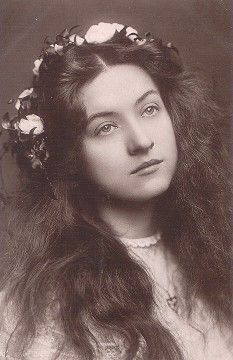
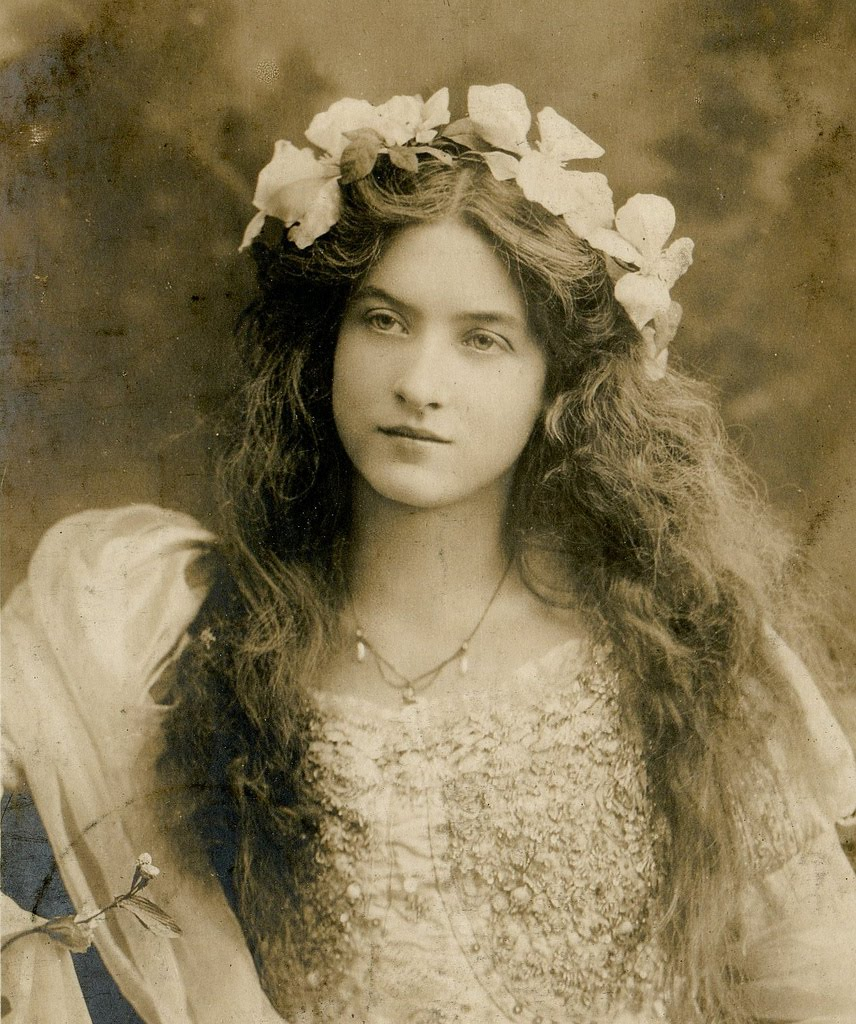
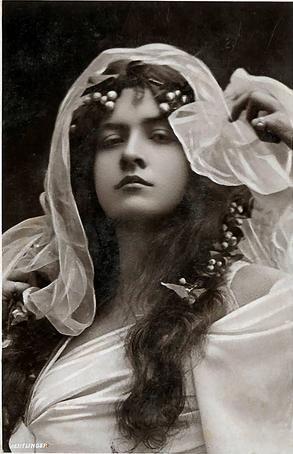
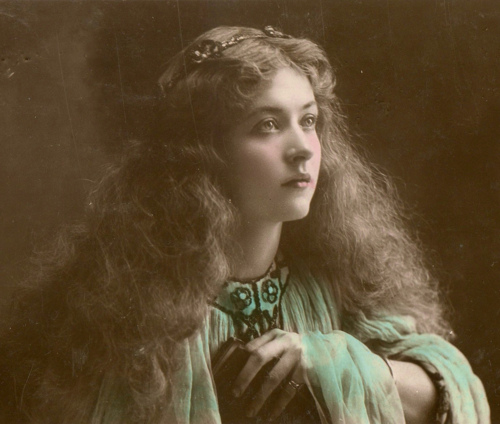
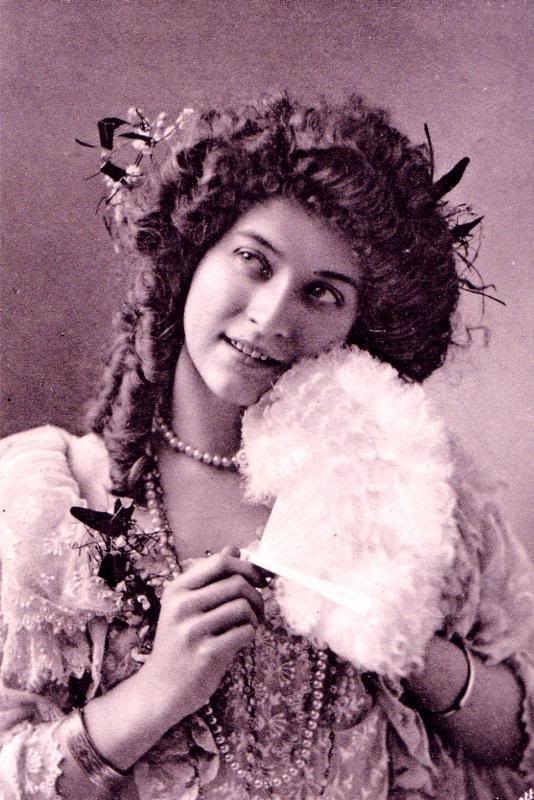
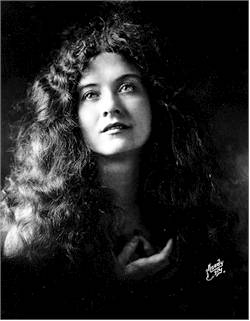

## Filmografia
La filmografia è completa. Quando manca il nome del regista, questo non viene riportato nei titoli

### Attrice
- David Copperfield, regia di George O. Nichols[6] - cortometraggio (1911)
- East Lynne, regia di Theodore Marston (1912)
- Aurora Floyd, regia di Theodor Marston (1912)
- King René's Daughter, regia di Eugene Moore (1913)
- Little Dorrit, regia di James Kirkwood (1913)
- Moths, regia di Lawrence Marston (1913)
- The Legend of Provence, regia di Eugene Moore (1913)
- An Orphan's Romance (1913)
- Frou Frou, regia di Eugene Moore (1914)
- The Runaway Princess (1914)
- The Woman Pays, regia di Eugene Moore (1914)
- A New England Idyl, regia di Walter Edwards (1914)
- The Golden Cross (1914)
- Kathleen the Irish Rose, regia di Carroll Fleming (1914)
- The Musician's Daughter (1914)
- Was She Right in Forgiving Him? (1914)
- Pamela Congreve, regia di Eugene Moore (1914)
- Deborah (1914)
- Bondwomen, regia di Edwin August (1915)
- The Immortal Flame, regia di Ivan Abramson (1916)
- The American Consul, regia di Rollin S. Sturgeon (1917)
- Laugh and Get Rich, regia di Gregory La Cava (1931)
- Smashing the Vice Trust, regia di Melville Shyer (1937)
- Race Suicide, regia di S. Roy Luby (1937)
- I filibustieri (The Buccaneer) , regia di Cecil B. DeMille (1938)
- Il diamante fatale (Bulldog Drummond's Peril), regia di James P. Hogan (1938)
- La via dei giganti (Union Pacific), regia di Cecil B. DeMille (1939)
- Emergency Squad, regia di Edward Dmytryk (1940)
- Seventeen, regia di Louis King (1940)
- Angoscia (Gaslight), regia di George Cukor (1944)
- Le donne erano sole (The Unfaithful), regia di Vincent Sherman (1947)
- Doppia vita (A Double Life), regia di George Cukor (1947)
- I dieci comandamenti (The Ten Commandments), regia di Cecil B. DeMille (1956)
- I bucanieri (The Buccaneer), regia di Anthony Quinn (1958)

### Sceneggiatrice e altro
- The Woman Pays, regia di Eugene Moore - sceneggiatura (1914)
- The Musician's Daughter - sceneggiatura (1914)
- Remorse, regia di James Durkin - sceneggiatura (1914)
- Ritorno all'amore (Girl Loves Boy), regia di W. Duncan Mansfield - istruttore dialoghi (1937)

## Spettacoli teatrali
- Quo Vadis di Hugh Stanislaus Stange (autore) - (prima: 9 aprile 1900, Broadway)
- The Cardinal di Louis N. Parker (autore) - (prima: 2 dicembre 1902, Broadway)
- Hearts Courageous  di Franklin Fyles e Ramsay Morris (autori) - (prima: 5 ottobre 1903, Broadway)
- That Man and I di Frances Hodgson Burnett (autrice) - (prima: 25 gennaio 1904, Broadway)
- Divorce di Hugh Stanislaus Stange - (prima: 29 novembre 1909, Broadway)